# 宮田愛理
宮田 愛理（みやたあいり、1987年4月7日 - ）は、日本の女優、お笑い芸人。埼玉県狭山市出身。桐朋学園芸術短期大学ステージ・クリエイト専攻卒業。

## 概要
ホラーが大好きで、自分をホラー女優の卵と称している。最近、ニコニコ生放送で39歳と言われてキレるのが定番となっているが、本人も本当に39歳なのかと疑いを持ちだしている。ニコ生放送中に台湾のプロレスラーにマネージャーに適していると言われ、ぬか喜びをしていた。
BABACHOPシアターの看板娘と言われる。女優活動と並行して、BABACHOPシアターで行われる『一金笑イブ』も主催していた。2008年12月からはピン芸人ちぇんちぇんとしても活動している。

## 人物・エピソード
- 関西出身の父（作曲、編曲・映像制作会社経営、現在[いつ?]那覇市在住）と静岡県出身の母（埼玉県在住）との間に出生。
- 小学校の頃、地元の児童劇団で公演をし、友人が感動して泣いてくれたことがきっかけで演技をやりたいと決意。
- 中学の頃は毎日中学生新聞の投稿常連で、「洋菓子姫」というペンネームで詩や文章が掲載されていた。インタビュー記事の特集にも載ったことがある。
- 高校は埼玉県立芸術総合高等学校舞台芸術科卒業。短大では歌手のMADOKAと同級生だった[1]。
- 愛称は「ちぇん」で、高校時代に自分で「ジャッキー・チェンと同じ誕生日なので、ちぇんと呼んで下さい」と言ったことに由来している。
- よく栗山千明に似ていると言われるが[誰によって?]、本人はプリンセス・テンコーに似ていると言うことが多い。
- お笑いが好きで、2008年2月からお笑いライブ『一金笑イブ』を自ら企画・主催。同年7月からはそのネットラジオ版である『笑ヂオ』も配信し、自らパーソナリティを務める。
- 短編映画『いろえんぴつ』では、主演だけでなく歌唱、作詞、作曲も手がけている。
- ちぇんちぇんとして出場した2009年R-1ぐらんぷりでは、2回戦進出。ちぇんちぇんとしての芸には、チャイナドレス姿で「～あるよ」などの中国訛り風の言葉を使い、めくり芸などで、一部下ネタも交えたネタを披露している。なお、この時に「ちんちんじゃないよ! ちぇんちぇんだよ」と言ったのが現在の[いつ?]キャッチフレーズになっている。
- 2009年6月より、劇団『電動夏子安置システム』の団員、渡辺美弥子（現・竹田こもちこんぶ）とのユニット「魚眼姫」としても活動。（キングオブコント初出場で2回戦進出）
- 2010年3月フジテレビにて行なわれた『鉄板フレーズバトル』で3位入賞。中国人「ちぇんちぇん」のキャラで日本の伝統モノマネをしていた。審査員の元祖爆笑王やインスタントジョンソンに「すごい奴が出てきた」と言われる。
- 2010年12月 M-1グランプリ に、ピン芸人こうけつなおきとコンビを組んで出場。即席コンビながら2回戦に進出。こうけつはその後、トリオ「ロケットパンダ」を結成してよしもとクリエイティブ・エージェンシーに所属。
- 2011年5月フジテレビ『森田一義アワー 笑っていいとも!』の人気コーナー「どやテクZ」に本名：宮田愛理で出演。豆腐屋のラッパの声帯模写を披露し、タモリが必死で真似しようとして会場が爆笑。次の週「いいとも増刊号」でまた放送された。
- 2011年7月 父親と経営していたライブハウス「BABACHOPシアター」をたたんで沖縄に移住。
- 2011年9月 物真似芸人「しじみとさざえ」のしじみこと松下桂子が那覇市内で経営する、もの真似BAR「しじみんちゅ」の週末スタッフになり、各日2ステージ立っていた。
- 2011年9月より、ニコニコ生放送「ちぇんちぇんのニコニコ笑イブ」を沖縄のお笑い事務所オリジンコーポレーションの芸人たちと月に2回のペースで配信している。さらに毎週日曜日の昼間にはひとり放送「ぶらちぇん」（PCを手にもっての外配信）を開始。一般放送ながら視聴者800人超えなど、沖縄での人気も上昇中。
- 2012年4月 沖縄のローカルCMに2本出演（「仕事探し情報誌Rookie」（歌と踊り）と「春の交通安全運動」（メイン））
- 2012年6月、那覇の国際通り沿いの地下に、お笑い・音楽・映画などを楽しみながら、飲んだりおしゃれな料理を安く楽しめる店「NAHACHOP CAFE」を開店。
- 2012年6月、沖縄ローカルCM「夏の交通安全県民運動」にメイン出演
- 2012年9月、沖縄ローカルCM「秋の交通安全県民運動」にメイン出演
- 2012年10月、ニコニコ生放送の公式チャンネル「ニコわら」始動。NAHACHOP CAFEで週に5-6本の公開配信ライブをやっている。
- 2012年12月、沖縄ローカルCM「年末年始の交通安全県民運動」にメイン出演
- その他、沖縄ローカルラジオ、FMなど出演多数

- 2015年　一般人と結婚し福岡に移住。不思議博物館サナトリウムにて定期的に企画展などを開催。
- 2017年2月21〜26日、東京新宿の劇場、サンモールにて、アザラシ団「モンステラ」に出演。

- 2020年9月12日、自身のTwitter上で離婚を発表。離婚理由は「馴れ合いや方向性の違いというベタな理由」だと明かした[2]。その後も福岡在住。
- 2022年10月31日、自身のTwitter（現X）上で入籍を発表。「フリーダム人妻…復活！！」と再婚の喜びを表現した。
- 2022年夏より『妄想心霊写真展ー或る女ー』と題した写真展を主催。自らを被写体としたホラーかつ幻想的な世界観を表現した独創的個展が話題となり、福岡を皮切りに大阪、東京でも開催される。

## キミの目で見るワタシのコトノハ
2011年4月、自主制作で詩集「キミの目で見るワタシのコトノハ」を出版。ひとつひとつの詩に仲間の芸人や写真家たちが絵や写真を付け、映画「いろえんぴつ」DVDとセットで1000円で販売。6月までの売り上げを、すべて震災のためにチャリティした。現在は本人が一枚ずつ通販・手売りをしている。
- 参加芸人：中島和広、ニコチンおじさん（芸人）、ちょちょい前田
- 参加写真家：風間健介、安藤雅行、宮田けい（実父）

## 出演作品

### CM / VP出演
- しごと探し情報誌「Rookie」CM（歌と踊り）
- 沖縄県「春の全国交通安全運動」CM（メイン）
- 沖縄県「夏の交通安全県民運動」CM（メイン）
- 沖縄県「秋の交通安全県民運動」CM（メイン）
- 沖縄県「年末年始の交通安全県民運動」CM（メイン）
- 「ほねつぎ玉城鍼灸接骨院」CM（メイン・歌）
- 「カミフル」テレビCM（娘役）
- 雪印レトルト食品（数本）
- とんかつ専門店「かつや」VP
- 「さくら薬局」VP（新人薬剤師役）
- パナソニックFX500 (WebSite)
- DMEMAN スペシャルムービー (WebSite)

### テレビ出演
- タモリのジャポニカロゴス再現VTR（フジテレビ）
- ザ・ベストハウス123再現VTR
- イツザイ（テレビ東京） - 『インディーズ芸人オーディション』、2009年1月31日初出演 キャッチコピーは「おっぱい先生に会いに来ました」
- エンタの天使（日本テレビ） - 第10回（2009年5月27日）、キャッチコピーは「ネオンライトな上海ハニー」
- 鉄板フレーズバトル（MTV）-2010年3月
- ぶちぬき女芸人 （あっ!とおどろく放送局）- 2010年5月3日
- 森田一義アワー 笑っていいとも!（フジテレビ）（ドヤテクZのコーナー）-2011年5月13日
- ひーぷー☆ホップ（沖縄テレビ）（ゲスト出演）-2012年3月17日
- ゲラ×ゲラ流 (スタイル)（琉球朝日放送）（ゲスト出演）
- あまくま歩人 （沖縄ケーブルネットワーク OCN）- 2012年10月
- ゲラ×ゲラTV（琉球放送）（ゲスト2週出演）
- オキカツ（琉球放送）（NAHACHOP CAFE店長として出演）

### 声優
- NECネットパビリオン キャラクターボイス
- 日本原子力研究開発機構VP アニメキャラクター
- セキスイハイムVP キャラクターボイス
- 日本郵船 MTI ロゴムービーボイス
- COOP共済 キャラクターボイス

### 舞台
- 「サンキュー・サンタクロース」児童劇団カレッジ
- 「髑髏城の七人」
- 「TWO」（主演）
- 「Oh!Peach!!」（出演・演出）
- 「カチカチ山に愛はあるのか」（主演・演出）
- 「ギャラクシーBonBon」演劇プロデュース集団アーバンフォレスト
- 「月の教室」 他

### 映画・映像作品
- いろえんぴつ（小田原映画祭入賞作 主演、テーマ曲作詞作曲）林 和哉監督
- スコーピオン&スネーク（津田寛治主演）さそり監督
- 女子高生のはらわた（準主役 夕張国際映画祭上映作品）
- 凪呼人（主演）古川達郎監督
- アイドルスナイパー（第二話 カランビットナイフの殺し屋） 稲葉司監督
- 白い象と黒い蛇（主演）雨宮実監督
- 自転車泥棒（主演）飯田紗子監督
- カチンコ（女性監督役）吉本昌弘監督
- ソライロ（準主役）雨宮実監督
- 死神カウンセラー（主演）樋永真一郎監督
- チェリーボーイのすっぱい初体験 おばかムービー
- カリントウ（主演）おばかムービー
- ぱふぇ（主演）おばかムービー
- 邪神島 山岸信行監督
- ブラックウイングス 小菅光晴監督

### 雑誌
- バイク雑誌 ダビキチ
- エキサイター7月号（vol.38）女芸人特集インタビュー
- フリーペーパージモア インタビュー
- 「HEY!たくちゃんのババくる?!」（ゲスト原口あきまさ） 対談
- ヒロインステーション インタビュー（付属DVD出演）